# 山の夏の日
『山の夏の日』（仏：Jour d'été à la montagne ）作品61はヴァンサン・ダンディが作曲した自然を描写した交響詩である。演奏時間は約31分。

## 概要
1905年に作曲され、翌年初演された。

## 編成
- 木管楽器

フルート3(第1フルートはピッコロ持ち替え)、オーボエ2(第1オーボエはイングリッシュホルン持ち替え)、クラリネット2、バス・クラリネット、ファゴット
- 金管楽器

ホルン4、トランペット3、トロンボーン3、バストロンボーン
- 打楽器

ティンパニ、シンバル、大太鼓
- タンブール
- ハープ
- ピアノ
- 弦楽器

弦五部

## 構成
- 第1楽章 暁
中庸の速さで ハ短調 4/4拍子
- 第2楽章 午後
まったく中庸の速さで ホ長調 6/4拍子
- 第3楽章 夕暮
活気よく、喜ばしく、 ロ長調 4/4拍子